# Megan Compain
Megan Helen Compain (Whanganui, 18 settembre 1975) è un'ex cestista neozelandese, professionista nella WNBA.

## Carriera
Con la Nuova Zelanda ha disputato due edizioni dei Giochi olimpici (Sydney 2000, Atene 2004).